# Dbvisualizer
DbVisualizer är ett databasverktyg som är oberoende av databasleverantörer. Det arbetar med de vanliga skrivbordsoperativsystemen Windows, MacOS och Linux/Unix. DbVisualizer använder databasleverantörernas underliggande drivrutiner för JDBC  för att ge stöd för flertalet kommersiella databaser.
DbVisualizer finns i gratisversionen Free och den kommersiella versionen Pro.

## Historia
DbVisualizer startade som ett hobbyprojekt 1998 när Java-programmeraren Roger Bjärevall inte kunde hitta ett verktyg som gjorde vad han behövde. Han valde det då nya och plattformsoberoende programmeringsspråket Java för sitt projekt. Det ursprungliga syftet var att visualisera ”primary foreign key mappings” i Oracle. Den första gratisversionen gjordes tillgänglig i juli 1999.
Projektet växte gradvis och utvecklade sig till ett verktyg för flera databaser, då en relativ nyhet då databasverktyg typiskt kom från databasleverantörerna och var begränsade till den egna databasen. Den primära mekanismen för att koppla DbVisualizer till respektive databas är genom den JDBC-drivrutin som följer med de flesta databaser.
I juli 2002 släpptes DbVisualizer 3.0, den första releasen med både en gratisversion och en kommersiell version. Samma år tog BEA Systems kontakt, vilket resulterade i att DbVisualizer 3.2 integrerades med WebLogic Workshop.
Fram till 2004 användes uteslutande det inbyggda stödet för JDBC för att integrera med databaser. För att nå ytterligare funktionalitet började man även använda XML, där både databasleverantören och utvecklarna av DbVisualizer kan göra ytterligare anpassningar för att stödja funktioner specifika för olika databaser. För att nå alla databasfunktioner kan det även behövas Java-programmering.
Under de första åren var DbVisualizer tämligen ensamma som ett generellt, oberoende databasverktyg för flera olika databaser. Efter hand har det tillkommit alternativ.  Bilden har även nyanserats av att databasleverantörer har valt DbVisualizer som sitt eget databasverktyg, efter ömsesidiga anpassningar. Bland dessa märks svenska Mimer Information Technology,  tyska Exasol  och delvis amerikanska Vertica.
Inte sällan används DbVisualizer i system och projekt för att åskådliggöra innehållet i specialiserade, projektspecifika databaser. Ett sådant exempel är Delft-FEWS, ett system för att förutsäga översvämningar från Universitetet i Delft, Holland som fått global spridning. I sådana fall är det vanligt att publicera instruktioner för hur DbVisualizer används i det specifika sammanhanget. 
DbVisualizer har under drygt två decennier spritts till fler än 150 länder med över 30 000 kunder för Pro-versionen (december 2024). Free-användarna spåras inte, men mjukvaran har laddats ned över 7 miljoner gånger för båda versionerna, även det per december 2024.